# 堀江藩
堀江藩（ほりえはん）は、明治維新期の短期間、遠江国に存在した藩。藩庁は遠江国敷知郡の堀江陣屋（現在の浜松市中央区舘山寺町）。もともと高家旗本大沢家の知行地（堀江領）であったが、大政奉還後の明治元年（1868年）に実高が1万石以上あると届け出、明治政府から藩として認められた。明治4年（1871年）の廃藩置県により堀江県（ほりえけん）となるが、石高の虚偽申告が発覚して知藩事の処罰に発展した（万石事件）。

## 藩史

### 中世の大沢氏と堀江
大沢氏は、中世以来この地を治めてきた豪族である。初代・基秀は、藤原道長の子・頼宗から12代の子孫で、南北朝時代に地頭として遠江に下向し、堀江城主となってそのまま土着したと伝わる。第2代基久は遠江守護の斯波氏に仕え、かつて基秀が領有した丹波大沢村の由縁により大沢姓を称した。第7代・基房は遠江に進出した今川氏に仕え、今川氏輝・義元の時代には加増を受けて重用されている。
桶狭間の戦い以後、今川氏が衰退して徳川家康が遠江に侵攻すると、第9代基胤は今川方として家康に抵抗する。永禄12年（1569年）3月12日、堀川城をわずか1日で攻略した家康は、同25日井伊谷衆（近藤康用と秀用、鈴木重路、菅沼忠久父子、菅沼定盈）に命じて堀江城に侵攻する。大沢家は頑強に抵抗したものの、4月12日に家康から本領安堵の誓書が与えられると、以後は徳川家に臣従した。

### 旗本大沢家と堀江領
第10代・基宿は、藤原氏の血脈に連なる名門であるとともに、母が皇族木寺宮の血を引くことから、天正16年（1588年）に従五位下・侍従に叙任された。関ヶ原の戦い後は敷知郡堀江村など6か村で1550石を安堵されている。江戸幕府と朝廷との折衝に当たり、吉良義弥とともに「高家」の職務を務めた最初の人物とみなされている。慶長14年（1609年）には従四位下・右近衛少将、のち近衛権中将に昇叙した。更に基宿の子・基定は公家の持明院家の婿養子として同家を相続している。
以後大沢家は高家として代々続いた。慶長15年（1610年）、基宿の子の基重が1000石を得て、基宿の死後はその遺領を合わせて2550石余となった。宝永2年（1705年）、基隆の代にも1000石が加増された。この際あらたに堀江領となった高塚村（現：浜松市中央区高塚町）と隣接する浜松藩領との境界に置かれた領界石が現在でも残っている。

### 立藩と万石事件
幕末から明治維新の頃の当主である第20代・大沢基寿は、和宮親子内親王降嫁に際してはその付添役を務め、徳川慶喜の大政奉還ではその旨を朝廷に伝奏する重責をになう。さらに新政府軍の東征に際してその案内役を務めたことにより、新政府から従来どおりの堀江領3550石の知行を許される。明治元年（1868年）8月に新政府に対して行った検地報告で、敷知郡16村・豊田郡1村・山名郡1村からなる堀江領は実高5485石に過ぎなかったものの、基寿は浜名湖の湖面の一部を「開墾予定地」として架空の新田内高4521石を計上、都合1万6石という虚偽の報告を行なった。当時諸問題が山積していた新政府は、この報告を裏付けもとらずに額面通りに受理した結果、堀江領は万石を知行する諸侯（大名）に列し、同年9月18日に基寿は晴れて堀江藩主として認められることになる。そして翌明治2年（1869年）6月17日の版籍奉還と同時に出された「公卿諸侯ノ称ヲ廃シ華族ト改ム」行政官布達54号により、基寿はあらたに設けられた華族の身分を得ることに成功する。明治4年（1871年）7月の廃藩置県で堀江県が置かれると、基寿は堀江県知事に任じられた。この廃藩置県当時現在の静岡県内に存在したのは、韮山県（伊豆国）・静岡県（駿河国と遠江国の大部分）と、この堀江県の3県だけだった。
しかし、維新後あらたに立藩した16家のうち、徳川御三卿の3家と御三家の附家老5家、そして陪臣扱いだった岩国藩主吉川家の9家は維新以前にすでに万石以上を知行しており、維新後に石直しによって万石以上の知行となった交代寄合6家（本堂家・生駒家・山名家・池田家・平野家・山崎家）もそもそも表高が5千石から8千石の大身旗本だった。これに対して、表高3550石の高家にすぎない大沢家の取って付けたような1万6石への石直しはあまりにも無茶なものだった。そこで新政府が再調査を行ったところ、報告の虚偽が露見する。同年11月、基寿には士族へ落としたうえ禁錮1年、実際の虚偽申告を行った家臣5名は平民へ落としたうえ禁錮1年半という処罰が下る。また堀江県は、静岡県（当時）西部の遠江国部分を分割して新設した浜松県に合併され、大沢家20代約500年にわたるこの地の支配は幕を閉じた。

## 歴代藩主
大沢家
1万石
1. 基寿（もとすみ）

## 廃藩時点の領地
領地はおもに静岡県浜松市西部で、磐田市にも飛び地があった。
- 遠江国
  - 山名郡のうち - 1村

東貝塚村 (289石5斗6升3合5勺0才7撮)
- - 豊田郡のうち - 1村

向笠新屋村 (44石1斗9升5合0勺0才0撮)
- - 敷知郡のうち - 16村

片草村 (28石5斗7升3合3勺3才0撮)・都筑村 (183石9斗9升2合9勺9才6撮)・堀江村 (782石1斗8升9合3勺9才2撮)・呉松村 (699石4斗5升8合6勺1才8撮)・深萩村 (24石2斗9升9合2勺0才0撮)・平松村 (292石0斗2升1合2勺1才0撮)・白洲村 (645石9斗2升7合4勺9才0撮)・上田村 (136石9斗1升2合9勺9才4撮)・細田村 (137石3斗0升3合6勺6才5撮)・乙君村 (46石2斗5升4合7勺9才9撮)・西村 (71石5斗5升0合4勺8才4撮)・内山村 (286石4斗7升7合8勺4才4撮)・和田村 (463石2斗9升9合6勺8才3撮)・村櫛村 (800石6斗3升5合8勺6才4撮)・高塚村 (327石7斗9升0合4勺3才6撮)・倉松村 (301石0斗4升0合0勺3才9撮)	

## 備考
堀江陣屋は明治13年（1880年）に競売にかけられる。旧領主の影響力を憂慮する政治的判断によって遺構は全て藩外に移され、競売額は555円であった。なお、法泉寺（湖西市新所）が表門と長屋を山門として使用した。
| 先代 （遠江国） | 行政区の変遷 1868年 - 1871年 （堀江藩→堀江県） | 次代 浜松県 |